# Dhamoirhat
Dhamoirhat es un subdistrito (upazila) del distrito (zila) de Naogaon, de la región de Rajshahi, en Bangladés, con una población censada en marzo de 2011 de 184 778 habitantes.
Se encuentra ubicado al noroeste del país, cerca del río Padma y río Yamuna, la principal rama en la que se divide el río Brahmaputra, y de la frontera con India.